# Druk wklęsły
Druk wklęsły (druk wgłębny) – jeden z trzech podstawowych sposobów druku (obok druku płaskiego i druku wypukłego), stosowany zarówno w grafice warsztatowej, jak i poligrafii.
Druk wklęsły polega na tym, że miejsca drukujące są położone poniżej miejsc niedrukujących. Farba drukowa pokrywa najpierw całą formę drukową, po czym z miejsc niedrukujących jest zabierana raklem, a następnie farba pozostawiona w zagłębieniach jest przenoszona na podłoże drukowe.
Ogólnie rzecz biorąc, w technikach druku wklęsłego formy drukowe mają większą wytrzymałość w porównaniu z technikami z dwu pozostałych podstawowych sposobów druku, a co za tym idzie, możliwe jest drukowanie większych nakładów z jednej formy drukowej a często jest ono także szybsze.
Do druku wklęsłego zaliczane są następujące techniki graficzne
- warsztatowe: akwaforta, akwatinta, heliografia, heliograwiura, mezzotinta, miedzioryt, miękki werniks, odprysk, staloryt, sucha igła.
- przemysłowe: rotograwiura, tampondruk.